# Voltea pa' que te enamores (2014)
Voltea pa' que te enamores (no Brasil: O Amor Está Por Aí / Amor Inesperado) é uma telenovela estadunidense-venezuelana produzida e transmitida pela Venevisión e Univision em 2014, estrelada por Pedro Moreno e María Elena Dávila.

## Elenco
- Pedro Moreno - Rodrigo Karam
- Marielena Davila - Matilda Valverde
- Cecilia Gabriela - Aide Galíndez de Karam
- Frances Ondiviela - Pilar Amezcua
- Mauricio Mejía - Santiago
- Lupita Ferrer - Enriqueta Santos de Galíndez
- Maite Embil - Giorgina de la Parra
- Harry Geithner - Doroteo Galíndez
- Ariel López Padilla - Aurelio Botel
- Cristina Bernal - Gabriela "Brela" Ramos
- Adrián Di Monte - Armando Romero
- Nastasha Domínguez - Felicia Amezcua
- Lorena Gómez - Arantxa de la Parra
- Roberto Mateos - Gabo "Gabito" Romero
- Emeraude Toubia - Stephanie "Stefi" Karam
- William Valdez - Gerardo Ramos
- Víctor Cámara - Juan Ramon Amezcua
- Fernando Carrera - Flavio Galíndez
- Eduardo Serrano - Juan Galíndez
- Gabriela Borges - Maria del Pilar Amezcua
- Mariet Rodríguez - Claudia Velasco
- Mijail Mulkay - Manuel Galván
- Alfredo Huereca - Sebastián
- Hernán Canto - Cristóbal
- Samuel Sadovnik - Makarov
- Adriana Campos - Edith Galíndez
- Anna Silvetti - Anna
- Carlos Augusto Maldonado - Uspin
- Lance dos Ramos - Julio
- Carlos Becerra - Dr. Plaza
- Miri Higareda - Nayara
- Fernanda Ruizos - Abigail Dorantes de Galván / Carlota Dorantes / Úrsula

## Exibição

### Brasil
Está disponível gratuitamente no serviço de streaming Vix desde 2021.
Foi exibida entre 05 de outubro de 2022 a 24 de março de 2023 substituindo Amor Secreto e sendo substituída por Para Ver-Te Melhor, dublada em português através do canal Novelissima disponível no serviço de streaming gratuito Samsung Plus na posição 2138.
Foi exibida pela segunda vez pelo Novelissima entre 22 de agosto de 2024 a 10 de fevereiro de 2025 substituindo Acorrentada e sendo substituída novamente por Para Ver-Te Melhor.
Foi exibida pelo canal Fast +Novelas no streaming +SBT a partir de 26 de dezembro de 2024 até 04 de abril de 2025 substituindo Pequena Travessa e sendo substituída pelas novelas Para Te Ver Melhor e Amor Secreto.
Foi disponibilizada no +SBT em 27 de março de 2025, com todos os seus 123 capítulos dublados em português.